# Moncef Ben Abdallah
Moncef Ben Abdallah (arabisch المنصف بن عبد الله, DMG al-Munṣif b. ʿAbd Allāh; * 21. Oktober 1946 in Tunis) ist ein tunesischer Politiker und Diplomat.

## Leben
Er studierte an der Universität Tunis bis 1968 Mathematik und wurde an der École Centrale Paris bis 1972 zum Ingenieur ausgebildet. Von 1972 bis 1975 war er Produktionschef der Society Tunisienne d'Electricite et du Gaz (STEG). Es folgte 1975/76 eine Tätigkeit im tunesischen Wirtschaftsministerium. 1978/79 war er stellvertretender Direktor des staatlichen tunesischen Ölunternehmens, der Entreprise Tunisienne d'Activites Petroliere (ETAP). 1979 wurde er Direktor für Industrie im tunesischen Ministerium für Industrie, Bergbau und Energie. 1980 schloss sich eine Tätigkeit als Kabinettschef im tunesischen Wirtschaftsministerium an. Noch 1980 wurde er Generaldirektor der Investitionsförderungsagentur Tunesiens. Dieses Amt hatte er bis 1985 inne. Es folgten weitere führende Funktionen in der tunesischen Wirtschaft bzw. Wirtschaftsverwaltung. So war er Berater für Wirtschaftsfragen für den tunesischen Präsidenten, Präsident der tunesischen Energiekontrollagentur (AME) und 1991/92 Präsident des Zementunternehmens Enfidha. 1992 wurde er Präsident der STEG, die Funktion hatte er bis 1996 inne.
Im April 1996 übernahm Moncef Ben Abdallah das neu eingerichtete Staatssekretariat für Beteiligungen und Restrukturierung öffentlicher Unternehmen. Eine wichtige Aufgabe lag dabei in einer umfangreichen Privatisierung staatlicher tunesischer Unternehmen.
1997 wurde er tunesischer Minister für Industrie und 2002 für Industrie und Energie, bis er 2003 als tunesischer Botschafter in Deutschland nach Berlin ging. 2009 wurde er Doyen der arabischen Botschafter in Deutschland.
Später wirkte er als Berater für das tunesische Energieministerium.
Er ist verheiratet und Vater dreier Kinder. Neben Arabisch spricht er auch Englisch und Französisch.